# Дионис Ефремов
Дионис Ефремов Алексов е български революционер, деец на  Върховния македоно-одрински комитет и на Вътрешната македоно-одринска революционна организация.

## Биография
Роден е в 1867 година в щипското село Горни Балван, тогава в Османската империя. Присъединява се към ВМОК и влиза в четата на Славчо Ковачев. С четата на Сотир Атанасов се сражава при село Луково, Черни връх, и Рашкова скала, Плавица. Раняван е на две места. Четник е от 1904 година до Младотурската революция в 1908 година.
Продължава да се занимава с революционна дейност и след като Щипско попада в Сърбия в 1913 година. Четник е в четата на Иван Бърльо в март – май 1915 година. Осъден е от сръбските власти на 5 години затвор, които лежи в Скопие.
На 8 март 1943 година, като жител на Щип, подава молба за българска народна пенсия, която е одобрена и пенсията е отпусната от Министерския съвет на Царство България.